# Ӯ
Ӯ, ӯ — кирилична літера, утворена від У. Вживається у таджицькій абетці, де позначає огублений голосний звук переднього ряду високо-середнього піднесення /ø/. Іноді нею заміняють Ў в дунганській мові. Раніше вживалась також у казахській кирилиці, аж поки 1957 року її було замінено на Ұ.
Використовується в деяких системах японсько-українських системах транскрипції на позначення довгого огубленого голосного заднього ряду високого піднесення /ü/ (довгого українського у) та алфавітах карпато-русинської мови для огубленого голосного переднього ряду високого піднесення /y/ (округленого українського і).